# Tiverton (Nowa Szkocja)
Tiverton (do 1867 Petit Passage) – wieś (village) w kanadyjskiej prowincji Nowa Szkocja, w hrabstwie Digby, na wyspie Long Island, nad cieśniną Petit Passage.
Miejscowość, która pierwotnie nosiła miano Petit Passage ze względu na położenie geograficzne, w 1867 przyjęła współcześnie używaną nazwę pochodzącą od miasta Tiverton w Wielkiej Brytanii (Anglia).